# Perfectly Clear
Perfectly Clear è il sesto album in studio della cantautrice statunitense Jewel, pubblicato nel 2008. Si tratta del suo primo album di musica country.

## Tracce
1. Stronger Woman – 4:02
2. I Do – 4:04
3. Love Is a Garden – 3:48
4. Rosey and Mick – 3:36
5. Anyone But You – 3:55
6. Thump Thump – 3:57
7. Two Become One – 3:44
8. Till It Feels Like Cheating – 4:00
9. Everything Reminds Me of You – 3:15
10. Loved By You (Cowboy Waltz) – 3:28
11. Perfectly Clear – 2:56